# Paraphonatic
Paraphonatic ist ein dreiköpfiger Hard Trance und Techno Act aus Norddeutschland.
Die Band wurde 1995 gegründet und startete ihren Erfolgszug ebenfalls 1995 mit der Hymne zur ersten Reincarnation Parade in Hannover unter dem Namen „Paraphonatic - The Reincarnation Anthem“. Es folgten der Club-Hit „The Sons Of A New Generation“ und die erneute Hymne zur Reincarnation Parade 1996 unter dem Namen „The Festival Of The Century“. Im selben Jahr veröffentlichte die Band unter dem Pseudonym „Calypso“ ihr erstes Album mit dem Namen „We Move The Jumpin’ Hype“ in Russland und Tschechien, wo es monatelang unter den Top 10 der Charts zu finden war. Es 
Im Jahre 1998 folgte die Hymne „The Past, The Present, The Future“ zum zweitgrößten Rave Deutschlands, dem „Ex.TC Rave“ in Schwerin.
Am 12. Juni 2020 erschien nach gut 20 Jahren Pause wieder eine neue Single: „Gate Three“. In geänderter Besetzung produzierten die Gründungsmitglieder Tobias "Riva" Wölki und Daniel "den Ham" Bäcker in Kooperation mit Hip-Hop Produzent AnDray zwischen 2020 und 2024 mehrere Singles für die Hamburger Label Sun Trax und Dance Of Toads.
2025, 30 Jahre nach der Gründung, findet die Band in Ursprungsbesetzung mit Oliver "MC Tac" wieder zusammen.
Viele andere Künstler haben Remixe von Titeln der Band Paraphonatic geschrieben, unter anderem sind da folgende zu nennen:
- Timo Maas
- Gary D
- Nuclear Hyde
- Rhythm Assault
- Arne L2
- DJ Mellow-D

## Die Bandmitglieder
- Tobias „Riva“ Wölki – Produzent, Komponist und Arrangeur
- Daniel „den Ham“ Bäcker – Komponist und Arrangeur
- Oliver „Tac“ Westphal – Vocals, Sänger und MC
- Franciska Wölki – Vocals, Backing